# ピーター・ネルソン (俳優)
ピーター・ネルソン（Peter Nelson、1959年9月10日 - ）は、アメリカ合衆国の俳優。

## 出演作品
- シャークトパス SHARKTOPUS
- ダーティ・コマンドー／地獄の要塞
- レディ・ウェポン
- 特攻部隊フルメタル・ソルジャー
- カーフュー／戦慄の脱獄囚
- Ｖ　Ｐａｒｔ I　-来訪者
- Ｖ　Ｐａｒｔ II-抵抗
- Ｖ　Ｐａｒｔ III-潜入
- Ｖ　Ｐａｒｔ IV-脱出
- Ｖ　Ｐａｒｔ V-決戦
- パープル・ヘイズ／紫のけむり